# Joyce Zhao
Joyce Zhao Hong Qiao (cinese tradizionale: 陳嘉樺; pinyin: Chén Jiāhuà; Taiwan, 15 novembre 1981) è una cantante, attrice e conduttrice televisiva taiwanese.

## Biografia
È membro del gruppo taiwanese 7 Flowers. Durante gli anni della scuola superiore è stata assunta da un'agenzia per modelli, e dopo il diploma è entrata tra i ranghi della compagnia Jungiery. Ha fatto un provino per entrare nel cast del drama My MVP Valentine, al quale non è stata ammessa, tuttavia è stata chiamata per entrare a far parte del gruppo musicale della Jungiery R&B. Ha recitato nel ruolo di Rita nel popolare Drama taiwanese Smiling Pasta, ed ha partecipato alla serie televisiva campione d'incassi The Prince Who Turns Into a Frog.

## Filmografia
- Westside Story (2003)
- 100% Senorita (2004)
- The Champion (2004)
- The Prince Who Turns Into a Frog (2005)
- Smiling Pasta (2006)
- The Magicians of Love (2006)
- Ying Ye 3 Jia 1 (2007)
- Full Count (2007)
- Your Home is My Home (2008)